# L'Île aux serpents
Pour plus de détails, voir Fiche technique et Distribution.
L'Île aux serpents (Adventure Island) est un film américain en couleur réalisé par Sam Newfield, sorti en 1947. 
Il s'agit de la troisième adaptation cinématographique de la nouvelle de Robert Louis Stevenson : Le Creux de la vague (1894).

## Synopsis
En 1880, une goélette à destination du Pérou est prise dans un typhon et est forcée d'accoster à Kanaki, une île apparemment déserte du Pacifique Sud. Pendant ce temps, les marins Robert et Huish, le capitaine Jakob, et Faith la jolie fille du précédent commandant du navire, découvrent sur l'île un Américain, Attwater, qui pratique la pêche aux perles, illégale. Les rares habitants de l'île sont les survivants d'une épidémie de variole ; ils croient qu'Attwater est un dieu. Quand les naufragés tentent de lui voler son trésor, les habitants le protègent... 

## Fiche technique
- Titre français : L'Île aux serpents
- Titre original : Adventure Island
- Réalisation : Sam Newfield
- Scénario : Maxwell Shane, d'après Le Creux de la vague de Robert Louis Stevenson
- Producteur : William H. Pine, William C. Thomas
- Société de production : Pine-Thomas Productions
- Société de distribution : Paramount Pictures
- Musique : Darrell Calker
- Photographie : Jack Greenhalgh
- Montage : Howard A. Smith
- Pays : États-Unis
- Format : noir et blanc et séquences en couleur (Cinecolor) - 35 mm - 1,37:1 - Son : Mono  (Western Electric Recording)
- Genre : Film d'aventure
- Durée : 66 minutes
- Dates de sortie : 
  - États-Unis : 13 août 1947
  - France : 29 décembre 1948

## Distribution
- Rory Calhoun : Mr. Herrick
- Rhonda Fleming : Faith Wishart
- Paul Kelly : Capit. Donald Lochlin
- John Abbott : Huish
- Alan Napier : Attwater

## Source
- L'Île aux serpents sur EncycloCiné